# Personer i One Tree Hill
Denne side omhandler personerne i den amerikanske tv-serie One Tree Hill.

## Hovedpersoner
Lucas Scott (spillet af Chad Michael Murray): Lucas er sønnen Dan aldrig opfostrede, selvom Keith prøvede at udfylde den manglende fader figur i hans liv. Han og Nathan starter ud som fjender, men bliver venner og brødre som serien forløber. Lucas' bedste ven er Haley, og han er forelsket i både Peyton og Brooke. Lucas har et alvorligt hjerteproblem "hypertrophic cardiomyopathy" (HCM), som han holder hemmeligt i lang tid. Udover basketball er hans største lidenskab litteratur, og citater fra bøger han læser bliver brugt i serien. I sæson 5 er han en succesrig forfatter og træner for Ravens basketball hold. Han er i et forhold med hans bogudgiver, Lindsey Strauss, men der opstår konflikt på grund af hans følelser for sin tidligere kærlighed, Peyton. Pga. disse følelser siger Lindsay nej til brylluppet i sidste minut og rejser tilbage til New York i den tro, at Lucas har startet med at skrive igen efter, at Peyton er kommet tilbage til Tree Hill. Dog, nægter Lucas stædigt at have følelser for Peyton og hævder, at han elsker Lindsay.

Nathan Scott (spillet af James Lafferty): Nathan er sønnen Dan opfostrede, selvom hans forhold til begge sine forældre er meget anstrengt. Nathan gifter sig med Haley i sæson 1, og de fornyer deres ægteskabsløfter i sæson 3. I sæson 4 bliver de forældre til James Lucas "Jamie" Scott. Han og Lucas starter som fjender, men bliver venner og brødre som serien forløber. Nathan er stjernespiller for Ravens og bliver kåret som "MVP- Most Vaulable Player" i sæson 4. Basketball har altid været hans "udvej", men i sæson 5 bliver Nathan næsten lam pga. en slåskamp, og han ser sin drøm gå i stykker, selvom han senere genvinder følelsen i benene. Også i sæson 5 kommer der en barnepige, som tror Nathan er forelsket i hende. Dette truer "Naley" (Nathan + Haley = Naley) forholdet. Han siger senere til en terapeut, at han har ladet barnepigen flirte med ham, fordi Haley ikke gør. De styrker hurtigt deres vanskeligheder i ægteskabet, og Nathan fokuserer nu på at lave et "comeback" i basketball.

Peyton Sawyer (spillet af Hilarie Burton): Peyton's to største lidenskaber er musik og kunst; Hun er ekspert i rock musik genren og bruger sin kunst til at udtrykke de problemer, hun har i sit liv. I sæson 2 opdager hun, at hun faktisk er adopteret. Hun har aldrig mødt hendes biologiske far, selvom hun har mødt hendes halvbror, Derek. Lige efter at have lært hendes biologiske mor, Ellie, at kende, mister hun hende til brystkræft. I sæson 3 frier hun til hendes on-and-off kæreste, Jake. Men deres forhold fungerer ikke, fordi han hører hende mumle Lucas' navn i søvne og anklager hende for stadig at være forelsket i ham. I slutningen af sæson 3 fortæller hun Brooke, som på daværende tidspunkt kommer sammen med Lucas, at hun er forelsket i Lucas. I sæson 4 beslutter Peyton at gøre noget ved hendes følelser for Lucas, og de starter et forhold. Deres forhold ender imellem sæson 4 og sæson 5, og i sæson 5 arbejder en ensom Peyton for et pladeselskab i Los Angeles. Efter en lang telefonsamtale, beslutter hun sammen med Brooke at flytte tilbage til Tree Hill. Her starter hun sit eget lille indspilningsstudie, Red Bedroom Records, og kæmper igen med sine følelser for Lucas. 
Haley James Scott (spillet af Bethany Joy Galeotti): Haley er Lucas' bedste ven, Nathan's kone, og Jamie's mor. Hun er en meget intelligent kvinde med høj moral. I sæson 1 gifter hun sig med Nathan, og de fornyer deres ægteskabsløfter i sæson 3. I sæson 2 rejser hun fra Nathan og Tree Hill for at forfølge hendes drøm om at blive musiker, men vender tilbage, da hun indser, at hendes ægteskab er mere værd end hendes drøm. I sæson 4 afslører hun, at hun er gravid, og hun føder sønnen, Jamie. I starten af sæson 5 er hun skolelærer på Tree Hill High, men efter problemerne med barnepigen, begynder hun at indspille musik igen – denne gang alene i Peytons indspilningsstudie.   
Brooke Davis (spillet af Sophia Bush): Hele vejen igennem High School var Brooke holdkaptajn for skolens heppekor. I højt humør og flirtende, kom hun sammen med Lucas to gange, men begge gange gik deres forhold i stykker. I sæson 3 opretter hun et tøjmærke, "Clothes Over Bro's" – det blev anerkendt af "Rogue Vogue", og senere i sæson 4 modtager hun et tilbud fra Victoria's Secret. I sæson 5 har Brooke lavet Clothes Over Bro's til et hvermands eje. Men selvom sin succes, er hun ulykkelig i hendes privatliv, så hende og Peyton rejser tilbage til Tree Hill, hvor Brooke laver en nu-lukket Karen's Café om til en ny Clothes Over Bro's forretning. Hun tager sig af en lille baby pige – Angie som er fra et andet land, indtil Angie har fået den behandling, hun har brug for, så bliver hun sendt tilbage til hendes biologiske forældre. Brooke har for nylig slået op med hendes kæreste, Owen, fordi han ikke kunne klare at skulle have en baby indblandet i deres forhold.
Dan Scott (spillet af Paul Johansson): Var en gang en succesrig basketball spiller. Han er far til både Lucas og Nathan Scott, dog med forskellige mødre (Lucas' mor er Karen Roe, Nathan's mor er Deb Lee). Efter hans ægteskab med Deb går i stykker, og Nathan og Deb prøver at skille sig af med ham, kommer hans ondskab rigtig frem i ham. Efter Dan finder Deb i seng sammen med hans bror, Keith, starter en krig imellem de to brødre, som ender med, at Dan brutalt skyder Keith i den tro, at han har sat ild til hans bilforretning. Efter han finder ud af, at det egentlig var Deb og ikke Keith, der havde sat ild til hans bilforretning, forsøger han at hjælpe Karen igennem hendes graviditet. Alligevel, efter at Lucas finder ud af, at han er Keith's morder, ender han i fængsel. Fire år senere opnår han prøveløsladelse og forsøger at finde sammen med sin familie igen, fordi han nu er døende af HCM, den samme hjertesygdom som sin søn, Lucas lider af.
Træner Brian "Whitey" Durham (spillet af Barry Corbin): Ravens træner i 35 år, går på pension i sæson 4. Ham og Dan skændtes tit over deres forskellige meninger om holdet. Whitey sørger tit over sin afdøde kone, Camilla, og over at han ikke brugte så meget tid med hende, mens hun var i live. Han går på pension, da Ravens endelig vinder ham, den meget eftertragtede "State Championship" titel i sæson 4, men senere bliver han træner på et universitet 3 timer væk fra Tree Hill, så Nathan kan få chancen for at spille universitets-basket.
Karen Roe (spillet af Moira Kelly): Lucas' mor. Dan forlod hende, da hun blev gravid med Lucas i gymnasiet. Hun opfostrede Lucas alene, men med meget hjælp fra Dans bror Keith (som senere bliver hendes elsker, og far til hendes andet barn). Karen er fortvivlet over Keiths død i sæson 3. Hun begynder at komme tæt på Dan igen i sæson 4, indtil hun finder ud af, at det var ham, der slog Keith ihjel. I sæson 4 føder hun også sin og Keiths datter, som hun kalder Lily Roe Scott. I sæson 5 rejser Karen verden rundt med sin datter Lily, og da hun kommer tilbage for at være med til Lucas' bryllup, er hun ledsaget af Andy Hargrove.   
Keith Scott (spillet af Craig Sheffer): Dans ældre og rarere bror. Efter Dan vælger Deb frem for Karen, hjælper Keith Karen med at opfostre Lucas, han bliver også forelsket i hende, men de er først sammen i sæson 3. Han har et tilbagevendende drikkeproblem, og en vedvarende rivalisering med Dan, som resulterer i, at han går i seng med Dans kone Deb, hvorefter Dan hyrer Jules til at forføre Keith, og så dumpe ham igen. Da Dan tror, at det er Keith, der har prøvet at slå ham ihjel i hans bilforretning, skyder Dan Keith efter belejringen af Tree Hill High i sæson 3. Siden Keith er død, har Karen født ham en datter, Lily. Keith har hjemsøgt Dan som en teenager og voksent spøgelse, men tilgiver ham senere for det, han har gjort. I sæson 4 optræder Keith som en slags skytsengel for sine nevøer.
Deb Lee (spillet af Barbara Alyn Woods): Deb er Dans neurotiske ekskone og Nathans mor. Efter sytten års ægteskab med Dan, bliver de i sæson 3 skilt. Hendes had til ham er så stort, at hun på et tidspunkt forsøger at dræbe ham. Deb kæmper imod afhængighed af piller i både sæson 3 og 4, men anden gang overkommer hun den. Man ser hende igen i sæson 5 afsnit 14, hvor hun bliver Jamies nye barnepige.
Marvin "Mouth" McFadden (spillet af Lee Norris): Han er en af Lucas' bedste venner, og en af de oprindelige venner fra River Court. Han er noget uheldig i kærlighed, ved i sæson 2 at være offer for Brookes ugengældte kærlighed, bliver dumpet af Erica Marsh lige som hun bliver populær og falder for Rachel, men kun for at sidde på sidelinien frem for den ældre Cooper. Gigi, hans sport med-kommentator, slår også op med ham efter kun at have kommet sammen med ham i et par uger, og Shelly Simon stikker af fra ham, lige efter at han har mistet sin mødom til hende. Mouth bliver sportskommentator i sæson 5, efter at have været sportskommentator for Ravens igennem High School. Han begynder en spontan sex-affære med hans chef, som skulle give hans karriere et skub. Brooke sætter en date op for Mouth sammen med hendes assistent, Millicent. De kommer stadig sammen og i episode 5.14 flytter hun ind med Mouth og resten af drengene. Hun bliver senere mere afslappet derhjemme og spiller videospil og har vandkamp med drengene.
Antwon "Skills" Taylor (spillet af Antwon Tanner): Han er en af Lucas' bedste venner, og en af de oprindelige venner fra River Court. Han kom sammen med Bevin Mirskey for en kort tid. Han får en mere fremstående rolle i sæson 5, da han bliver Lucas' assistent træner for The Ravens basketball hold. Han bor nu med Mouth, Junk og Fergie. Han og Bevin er ikke længere sammen i sæson 5.   
Rachel Gatina (spillet af Danneel Harris ): Flytter til Tree Hill i sæson 3. Efter at hun er kommet på heppekorsholdet, kommer hun næsten konstant i konflikt med Brooke, da hun forfølger Lucas. De bliver senere venner. Rachel kommer tæt på Mouth, men sætter ham til siden for den ældre Cooper. Han dumper hende dog, da han finder ud af, at hun har løjet om sin rigtige alder. Efter Nathan og Haleys bryllup, kommer Cooper og Rachel op at skændes i en limousine, der ender med, at limousinen drejer ud over Molina bro og falder i vandet. Nathan redder Rachel, og hun bliver forelsket i ham, men dropper det, da hun finder ud af, at Haley er gravid. Rachel tager skylden for at have snydt til en eksamen sammen med Brooke, og hun bliver derfor smidt ud af Tree Hill High. Brooke indrømmer dog, at hun ikke var alene om det, så Rachel får alligevel sit afgangsbevis. I sæson 5 er Rachel en tidligere ansat af Brooke og er begyndt at tage heroin. Hun tager en overdosis, da hun bliver fyret af Brooke. Brooke tager Rachel med til Tree Hill for at hjælpe hende med at komme videre, men hun tager af sted igen med en masser af Brookes penge efter et sammenstød med Brookes mor, Victoria.
James "Jamie" Scott (spillet af Jackson Brundage): Han er søn af Haley og Nathan og født i slutningen af sæson 4. I sæson 5 er han fire år gammel, og er sine forældre Haley og Nathan, hans Gudforældre Brooke og Lucas, og alle forældrenes venners første priotet. Jamie bliver meget tæt knyttet til sin barnepige Carrie, og derfor meget ked af det, da hun bliver fyret. Han vil senere lære sin farfar Dan bedre at kende, efter at han redder ham fra sin barnepige Carrie, som kidnapper ham, men bliver forbudt det af sine forældre Haley og Nathan. 